# Parafia Wszystkich Świętych w Kożuchowie
Parafia Wszystkich Świętych – parafia prawosławna w Kożuchowie, w dekanacie Zielona Góra diecezji wrocławsko-szczecińskiej.
Na terenie parafii funkcjonuje 1 cerkiew:
- cerkiew Wszystkich Świętych w Kożuchowie – parafialna

## Historia

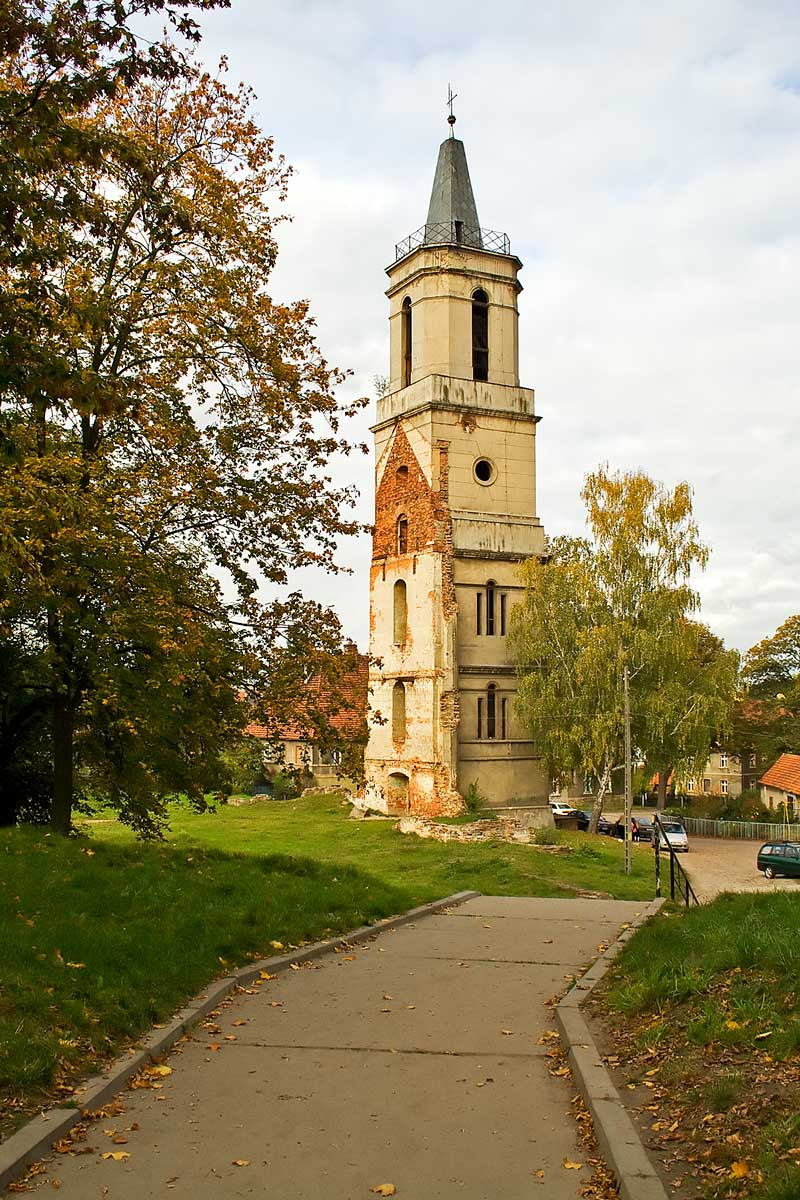
Wieża nieistniejącego obecnie poewangelickiego kościoła, który w latach 1949–1972 służył parafii prawosławnej

Parafia powstała w 1948. Pierwsze nabożeństwa (od wiosny tegoż roku) odprawiano w mieszkaniu duchownego we wsi Słocina. W 1949 przekazano parafii poewangelicki kościół w Kożuchowie, który przystosowano do potrzeb liturgii prawosławnej, m.in. wyposażono w przywieziony z Włodawy XIX-wieczny ikonostas. W 1972, w wyniku wysadzenia w powietrze pozostałości murów miejskich (znajdujących się w bezpośrednim sąsiedztwie cerkwi), niemal cała świątynia wraz z wyposażeniem uległa zniszczeniu; ocalała tylko wieża (na zdj.) i nieliczne utensylia. Parafii przyznano wolnostojący XIX-wieczny budynek mieszkalny przy ulicy Szprotawskiej 23, w którym na parterze urządzono cerkiew (poprzez wyburzenie ściany między dwoma pokojami), piętro natomiast przeznaczono na mieszkanie dla proboszcza. Obiekt gruntownie wyremontowano na początku lat 90. XX w.
W 2013 parafia liczyła około 40 osób.

## Wykaz proboszczów
- 1948–1961 – ks. Michał Popiel
- 1961–1962 – hieromnich Atanazy (Sienkiewicz)
- 1962–1966 – ks. Wiktor Masik
- 1967–1970 – ks. Mikołaj Proniński
- 1971–1976 – ks. Bazyli Zabrocki
- 1977 – ks. Aleksander Dudiak
- 1978–1979 – ks. Stanisław Strach
- 1979–1981 – ks. Jan Romańczuk
- 1981–1983 – ks. Bazyli Michalczuk
- 1983–1987 – ks. Michał Rydzanicz
- 1987–2019 – ks. Dariusz Ciołka
- od 2019 – ks. Jerzy Malisz[1]